# Cratere Kanobo
Kanobo è un cratere sulla superficie di Rea.